# 유재 (문신)
유재(劉載: 1052년~1118년 4월 7일(음력 3월 15일))는 송나라 천주 태생으로 고려에 귀화한 문신이다. 시호는 정의(定懿)다.

## 이력
- 1052년(문종 6): 태어남.
- 1089년(선종 6): 상선을 따라서 고려로 옴. 선종이 그를 문예(文藝)로 시험해보고 감문위창군사로 임명함.[1]
- 1098년(숙종 3): 시독(侍讀)으로 임명됨.[2]
- 1101년(숙종 6): 맏아들 유급(劉及; 劉伋이라고도 함)이 아버지를 뒤따라서 내투함.[3]
- 1102년(숙종 7): 우간의대부로 임명됨.[4]
- 1104년(숙종 9): 음력 2월, 동지공거로서 과거를 주관함.[5] 음력 3월, 좌간의대부로 임명됨.[6]
- 1109년(예종 4): 좌산기상시로 임명됨.[7]
- 1112년(예종 7): 예부상서로 임명됨.[8]
- 1113년(예종 8): 이부상서로 임명됨.[9]
- 1114년(예종 9): 상서좌복야 문덕전학사로 임명됨.[10]
- 1118년(예종 13): 4월 7일(음력 3월 15일)에 죽음.[11] 향년 예순일곱 살.[1]

## 자녀
아들 둘을 두었는데 맏아들 유급(劉及)은 통사사인을, 둘째아들 유승경(劉升卿)은 주부(主簿)를 지냈다.

## 참고 자료
- 《고려사》
- 윤이석, 〈유재 묘지명〉(김용선 엮음, 《역주 고려 묘지명 집성》[개정 3판], 한림대학교출판부, 2021년)